# 오대남 충신각
오대남 충신각은 충청북도 청주시 서원구에 있다. 2015년 4월 17일 청주시의 향토유적 제64호로 지정되었다.

## 개요
1675년 병자호란때 순절한 고원군수 오대남의 충절을 기리기 위해 세운 정려각이다.